# Tracy Edserová
Tracy Edserová (nepřechýleně Tracy Edser; * 16. prosince 1982) je jihoafrická fotoreportérka a dokumentární producentka.

## Životopis
Tracy Edserová pochází z Johannesburgu v Jižní Africe. Studovala v programu nazvaném „Fotožurnalistika a dokumentární fotografie“ na Market Photo Workshop. Po tomto studiu získala grant Tierney Fellowship (2008) za nafocení dokumentu s názvem Amelioration. Tento dokument byl vystavován mezinárodně a jako samostatná výstava v Johannesburgu a získal mezi kritiky uznání. To ji vedlo k tomu, aby se zapojila do více společných úkolů.
Window Rwanda je fotografický dobrovolný dokumentární projekt vytvořený s neziskovou organizací Operation Smile. Edserová byla dojata kulturou a politikou Rwandy, kde bylo násilí běžným rysem historie země. Během své druhé návštěvy Rwandy a během každodenní rutiny týmu cestování mezi Kigali a nemocnicemi na okraji města pořizovala ve zlomku vteřiny fotografie přes okna jedoucího vozidla, ve kterém cestovala. Tyto snímky se později staly sérií publikovanou prostřednictvím Damiena Poulaina pro mezinárodní výstavu pod názvem Window Rwanda. Tato série se skládala z černobílých snímků vesničanů zapojených do svých každodenních prací, dětí hrajících si na silnici, žen s košíky ovoce na hlavě a lidí zapojených do skupinových diskusí, ale chyběl doprovodný vysvětlující text. Při výrobě této série poznamenala: „...co pro mě začalo jako neformální technická výzva - skládání, exponování a ruční zaostřování v rychlosti 60 km/hodinu - se stalo jedním z pozorování a pokorného uznání. Bylo to místo, na kterém jsem se nemohla důvěrně seznámit. Nikdy bych nebyla schopna jmenovat lidi, které jsem míjela, ani bych se nedozvěděla, co viděli a co prožili. Seriál je jedním z pohledů, okamžiků zlomku vteřiny a já se na každého z nich dívám s vřelostí, protože být tam bylo privilegium.“
Point of View (POV), ženský projekt založený v roce 2010 Damien Poulain, grafická designérka a umělecká ředitelka sídlící v Londýně, vybrala autorčinu fotografickou sérii Window Rwanda pro křest skupinové knihy, který se konal v Johannesburgu v roce 2013.
Edserová v současnosti vyučuje na renomované johannesburské fotografické instituci Market Photo Workshop.